# 베리예프 Be-6

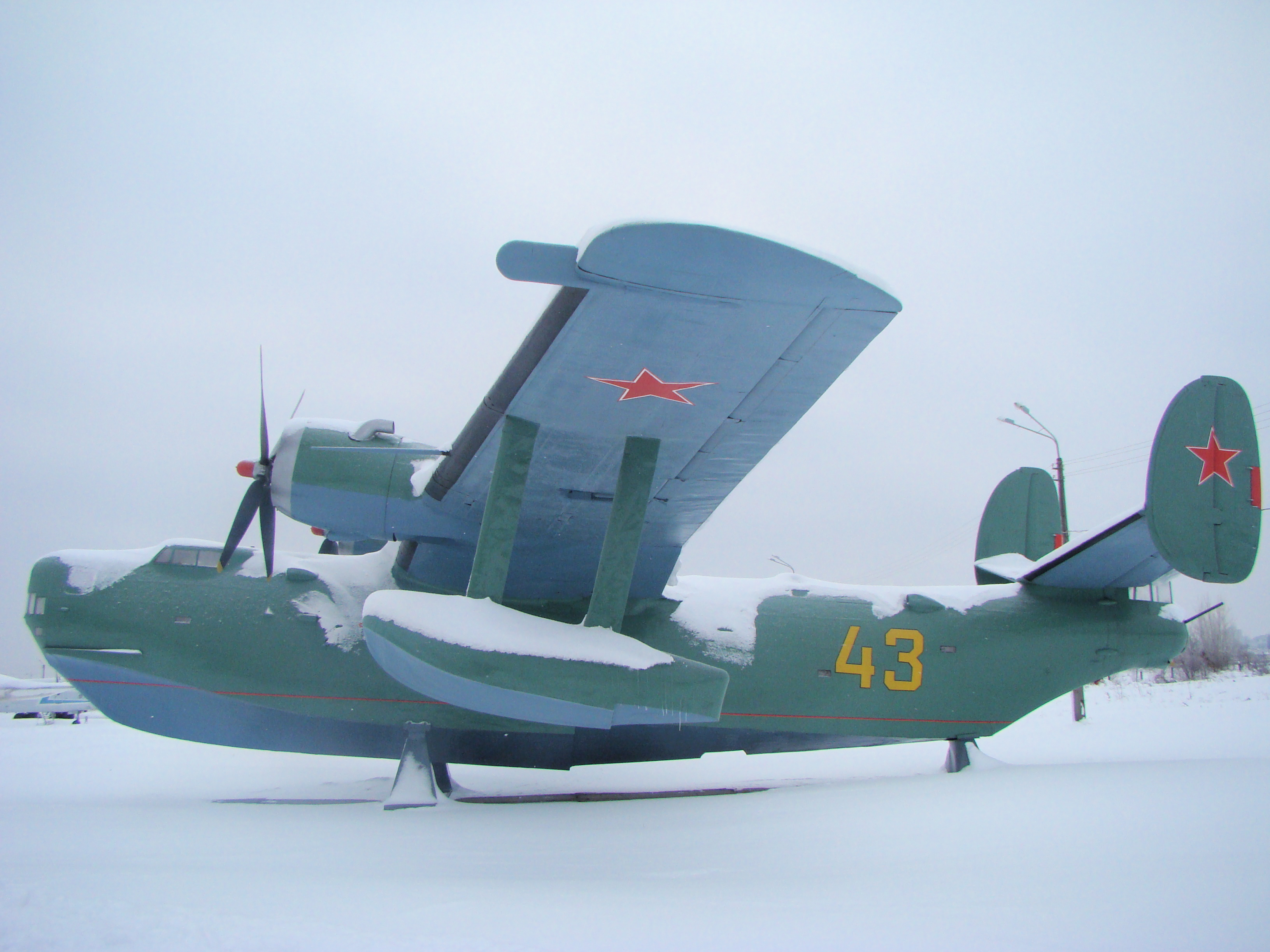

베리예프 Be-6(USAF/DoD 보고 이름 "Type 34", NATO 보고 이름 "Madge")는 소련 베리예프 OKB가 생산한 비행정이었다. 장거리 해상 정찰, 해안 및 보급선 순찰, 어뢰/폭격, 지뢰 부설, 수송 작전 등 다양한 임무를 수행할 수 있었다.

## 설계 및 개발
Be-6는 깊은 동체 위에 두 개의 타원형 수직 안정판을 갖춘 걸윙식 항공기였다. 항공기는 방향타와 에일러론을 덮는 천을 제외하고는 모두 금속으로 제작되었다. 엔진은 날개의 구부러진 부분에 설치되었으며, 플로트는 날개 밑 캔틸레버 랙에 설치되었다. 각 플로트는 4개의 방수 구획으로 나누어졌다.

## 종류
- LL-143: Shvetsov ASh-72 방사형 엔진을 장착한 Be-6의 프로토타입; 총 6개의 12.7mm UBT 기관총에 대한 기수, 빔, 복부 및 꼬리 위치. 1945년 3월의 처녀비행.
- Be-6: Shvetsov ASh-73 방사형 피스톤 엔진을 장착한 표준 생산 항공기이다.
- Qing-6: 동안 WJ-5 터보프롭 엔진을 장착한 PLANAAF의 Be-6 항공기이다.

## 사양 (Be-6)

### 일반적 특성
- 승무원: 8명
- 길이: 23.5m(77피트 1인치)
- 날개 폭: 33m(108피트 3인치)
- 높이: 7.64m(25피트 1인치)
- 날개 면적: 120m2(1,300평방피트)
- 에어포일: 뿌리: NACA 23020; 팁: NACA 23010
- 공차 중량: 18,827kg(41,506lb)
- 총 중량: 23,456kg(51,712lb)
- 최대 이륙 중량: 29,000kg(63,934lb)
- 최대 하차 중량: 20,928kg(46,138lb)
- 동력 장치: 2 × Shvetsov ASh-73TK 18기통 공랭식 레이디얼 * 피스톤 엔진, 각 1,800kW(2,400hp)
- 프로펠러: 4날 V-3BA-5 정속 프로펠러